# Марат (компания)
«Мара́т» (эст. Marat) — эстонское предприятие, в советское время — Таллинское производственное трикотажное объединение «Марат», одно из крупнейших предприятий лёгкой промышленности Эстонской ССР, производивших одежду из трикотажа.

## История

### В Первой Эстонской Республике
До 1926 года производство трикотажных изделий в Эстонии осуществлялось на дому мастерами-одиночками, которых торговцы снабжали пряжей, а затем расплачивались с ними за готовые изделия.
Весной 1926 года гражданин Эстонии Самуэль Беспросвание (Samuel Besprosvanie) купил в Германии первую механическую машину для производства трикотажа, в 1927 году — ещё десять станков. 28 января 1928 года он получил от таллинских властей официальное разрешение на промышленное производство трикотажа на предприятии среднего размера (численность работников от пяти до девятнадцати человек). В мае 1928 года в Германии им была приобретена первая электрическая ткацкая машина. Так было положено начало масштабному производству трикотажных изделий в Эстонии, и в 1931 году был зарегистрирован предшественник фабрики «Марат» — промышленно-торговое акционерное общество «Самуэль Беспросвание» (Tööstuse-Kaubanduse Aktsiaselts «Samuel Besprosvanie»). Учредителями акционерного общества стали Самуэль Беспросвание, Абрам Туб и Оскар Кофкин. В правление акционерного общества входил Самуэль Беспросвание, его супруга Бетти Беспросвание (Betty Besprosvanie, в девичестве Kofkin) и главный бухгалтер Карл Бенджамин (Karl Benjamin). Согласно уставу, задачами предприятия были «производство и переработка шёлковых и шерстяных трикотажных изделий и торговля произведёнными изделиями и галантереей как за свой счёт, так и по комиссии в Эстонии и за рубежом». Это было одно из первых крупных трикотажных предприятий Первой Эстонской республики («крупными» в Эстонии считались в то время фабрики с численностью работников более 20 человек).
В начале 1930-х годов на фабрике «Самуэль Беспросвание» работало около 85 человек, которые изготавливали в год продукции на 80 000 эстонских крон — для того времени это была большая цифра. Выбор производимых изделий был очень широк: от простых брюк и рубашек для рабочих до шёлкового белья для дам, а также джемперов, свитеров, жакетов, кофточек, шарфов и галстуков.
В 1934 году из-за тяжёлой болезни Самуэля Беспросвание его место в правлении АО «Самуэль Беспросвание» занял его сын Макс Беспросванный (Max Besprosvannõi). В сентябре 1935 года акционерное общество было переоформлено в семейное предприятие Бетти и Макса Беспросванных („Betty Besprosvanny ja Poeg“). Besprosvanny - так стала писать Бетти свою фамилию после смерти супруга.

### В Эстонской ССР

Работники Таллинского отделения 21-го стационарного военторга Ленинградского фронта, май 1945 года; крайний справа сидит Макс Беспросванный

После присоединения Эстонии к СССР, 23 июня 1940 года была принята декларация о национализации банков, объектов недвижимости и крупной промышленности (предприятий с численностью работников более 20 человек). Законом Верховного Совета Эстонской ССР от 28 сентября 1940 года было принято решение заменить комиссии по национализации каждого национализированного предприятия единоличными руководителями, которых назначал на должность соответствующий Народный комиссар. Предприятие семьи Беспрозванных было подчинено Народному комиссариату лёгкой промышленности. Первым директором национализированной фабрики «Марат» стал Борис Канно (Boris Kanno (Kansberg)). До своего назначения на эту должность Борис Канно с января 1935 года работал на фабрике «Самуэль Беспросвание» бухгалтером. Прежние руководители предприятия, в том числе его совладелец и исполнительный директор Макс Беспросванный (в те годы его имя писалось уже как Maks), были оформлены на работу простыми рабочими.
Название «Марат» фабрика получила в августе 1940 года в честь знаменитого политического деятеля эпохи Великой французской революции Жана-Поля Марата. Осенью 1940 года численность работников фабрики выросла до 200 человек.
В 1946 году к «Марату» была присоединена текстильно-отделочная фабрика «Пионер» («Pioneer»), а в 1959—1963 годах ещё три мелких предприятия в Таллине и Пярну. В 1952—1959 годах директором фабрики «Марат» был Якоб Моисеевич Гаммерман, за плодотворную и безупречную работу награждённый в ноябре 1954 года Почётной грамотой Президиума Верховного Совета Эстонской ССР. Благодаря высокому качеству продукции фабрика завоевала большую известность в Советском Союзе. Нижнее бельё для женщин ценилось очень высоко, и продукция фабрики была представлена на конкурсе для участия во Всемирной выставке 1958 года в Брюсселе.
С 1965 года у предприятия также появились филиалы в посёлке Рая (близ Муствеэ), в посёлке Деево и в Антсла.
В 1966 году в Таллине, по адресу Тартуское шоссе 63, был построен новый производственный корпус головного предприятия «Марата».
С 1969 года предприятие стало носить название Таллинское производственное трикотажное объединение «Марат».
Производственное объединение выпускало хлопчатобумажное и шёлковое бельё и верхний трикотаж из хлопчатобумажного, шерстяного и синтетического волокна.
В 1978 году выпуск продукции составил 12 миллионов штук бельевого и 4 миллиона штук верхнего трикотажа.
На 1 января 1979 года численность работников производственного объединения составляла 3154 человека. По численности работающих «Марат» входил в «четвёрку» крупнейших предприятий лёгкой промышленности Эстонской ССР после комбината «Кренгольмская мануфактура», производственного кожевенно-обувного объединения «Коммунар» и производственного швейного объединения «Балтика».

Изделия ПО «Марат»
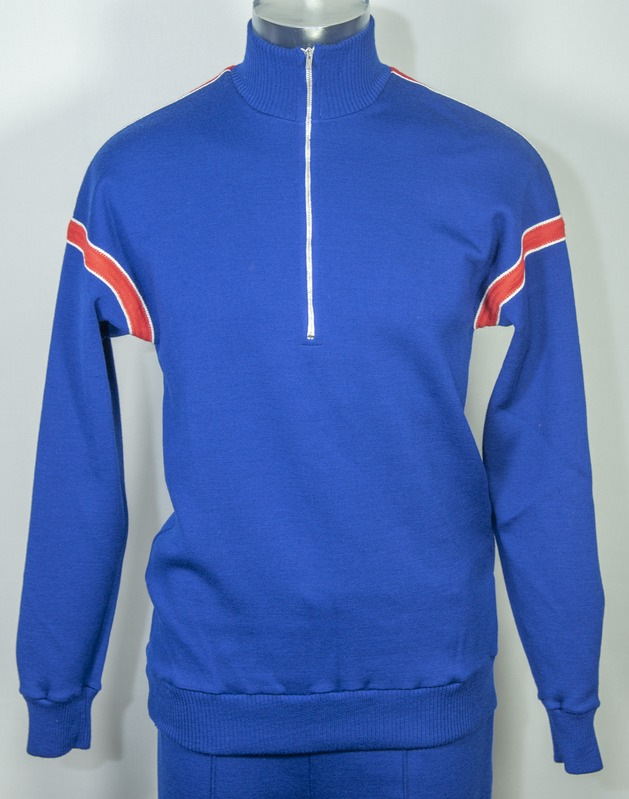
Спортивный свитер
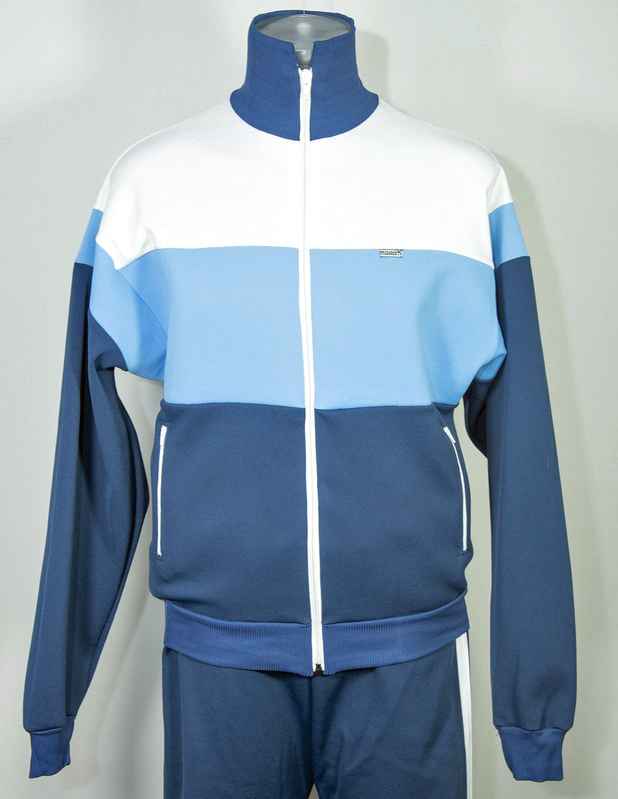
Спортивный свитер на «молнии»
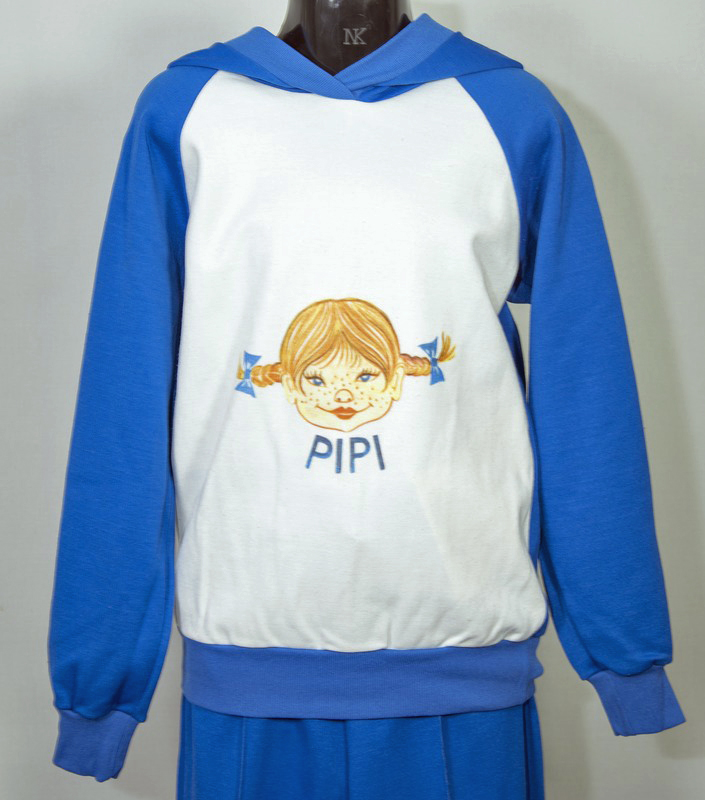
Спортивный свитер «Pipi»
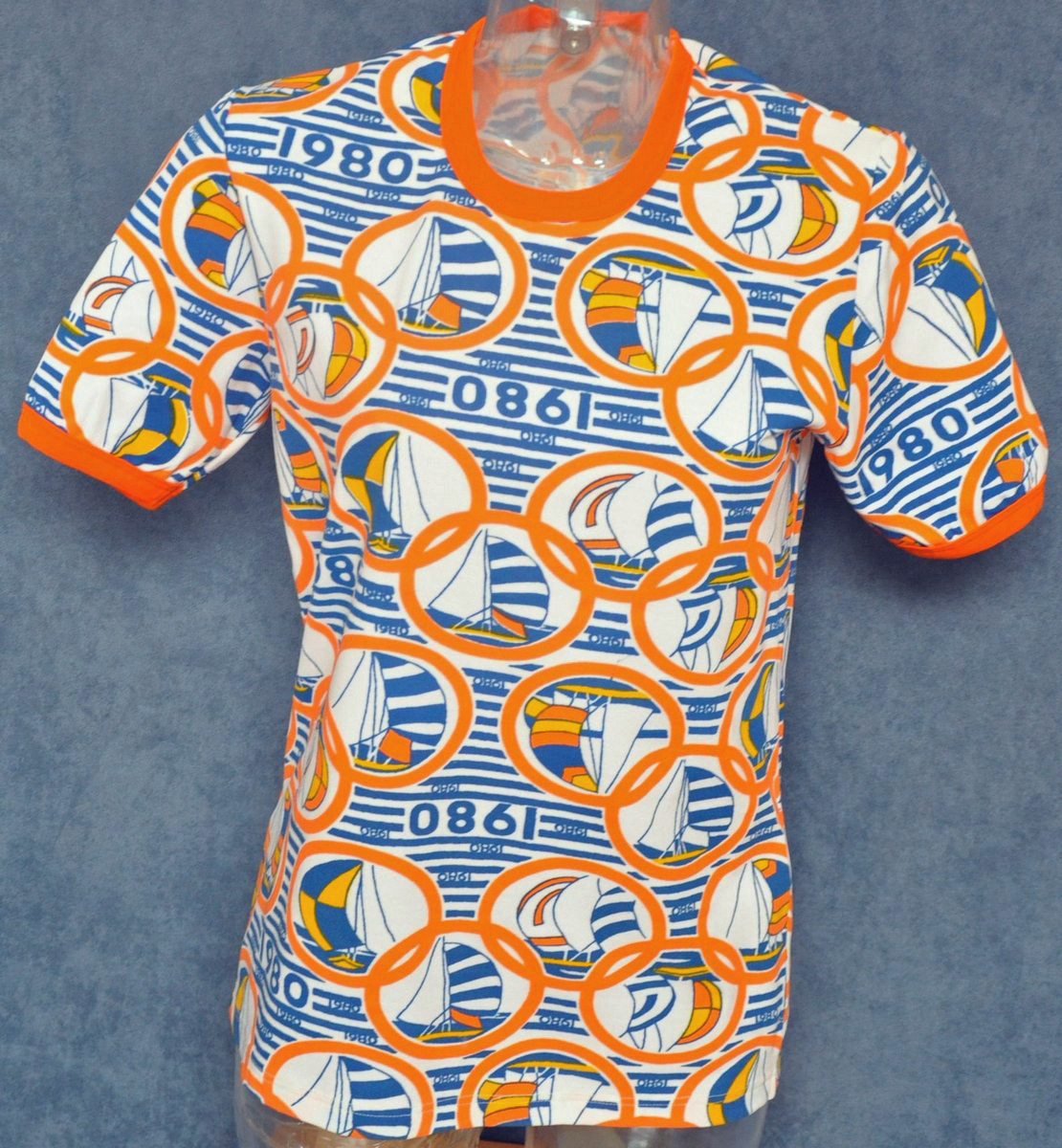
Футболка, выпущенная к Олимпийской регате 1980 года
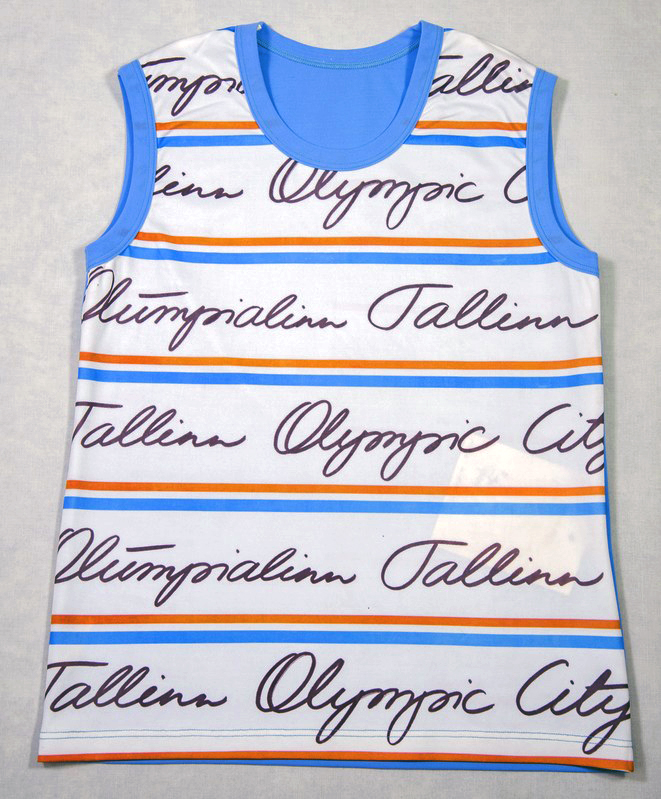
Майка «Tallinn Olympic City»

### После восстановления независимости Эстонии
После восстановления в 1991 году независимости Эстонии «Марат», как и большинство других крупных предприятий бывшей союзной республики, испытывал большие экономические трудности в условиях непривычной конкуренции с иностранными производителями. Владельцами акционерного общества «Марат» (Marat AS) стали частные инвесторы, которые поставили себе цель укрепить и расширить производство. Для снижения издержек основной объём производства был перенесён за рубеж, в страны с более дешёвой рабочей силой. Широкий ассортимент производимой предприятием продукции по-прежнему включал в себя трикотажное бельё и трикотажную одежду для женщин, мужчин и детей. 

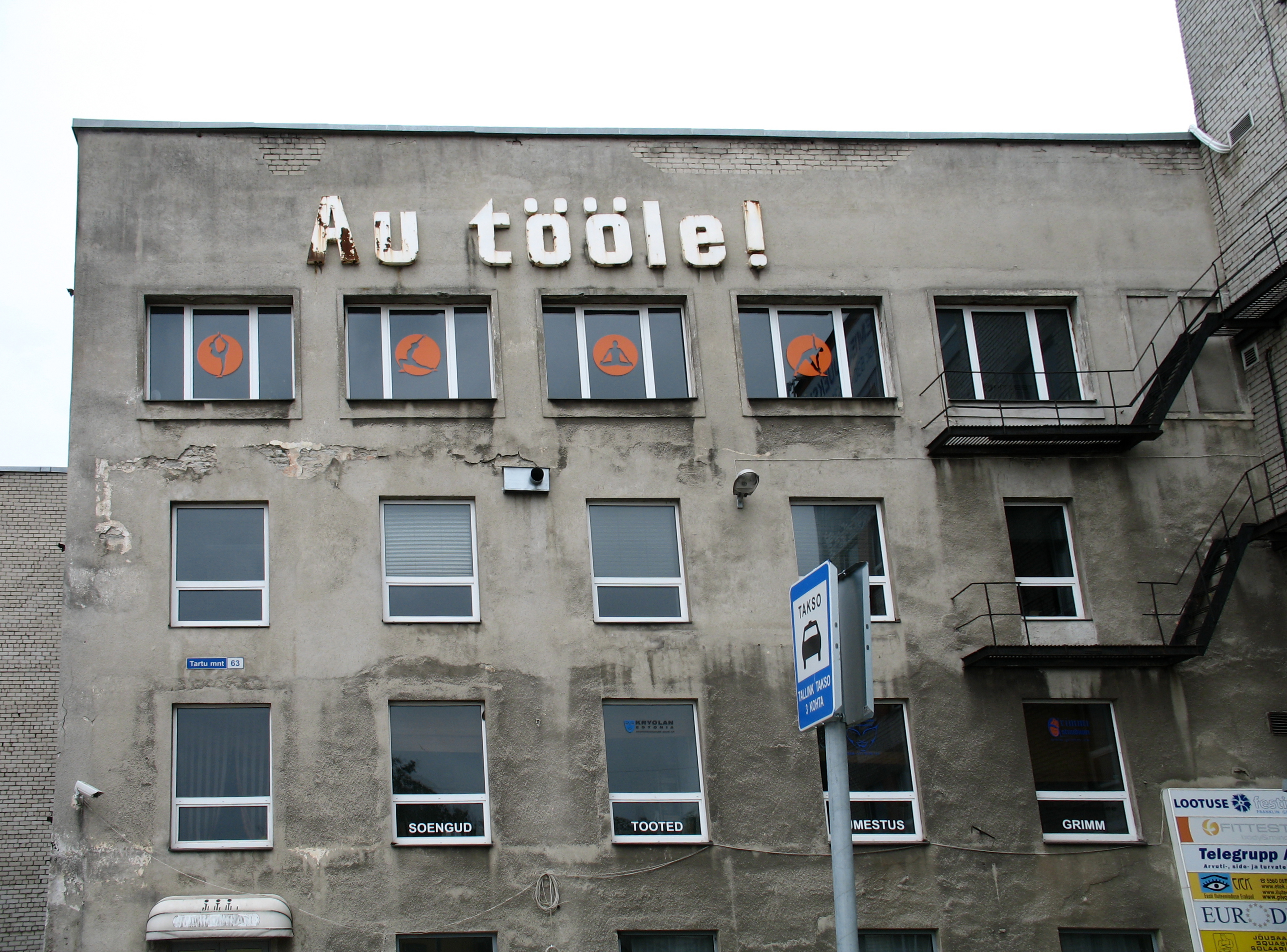
Производственное здание «Марата» в 2009 году. Надпись на стене: «Слава труду!»

В начале XXI века компания потребляла около 1 200 тонн тканей и производила около 6,5 миллионов штук трикотажной продукции. 

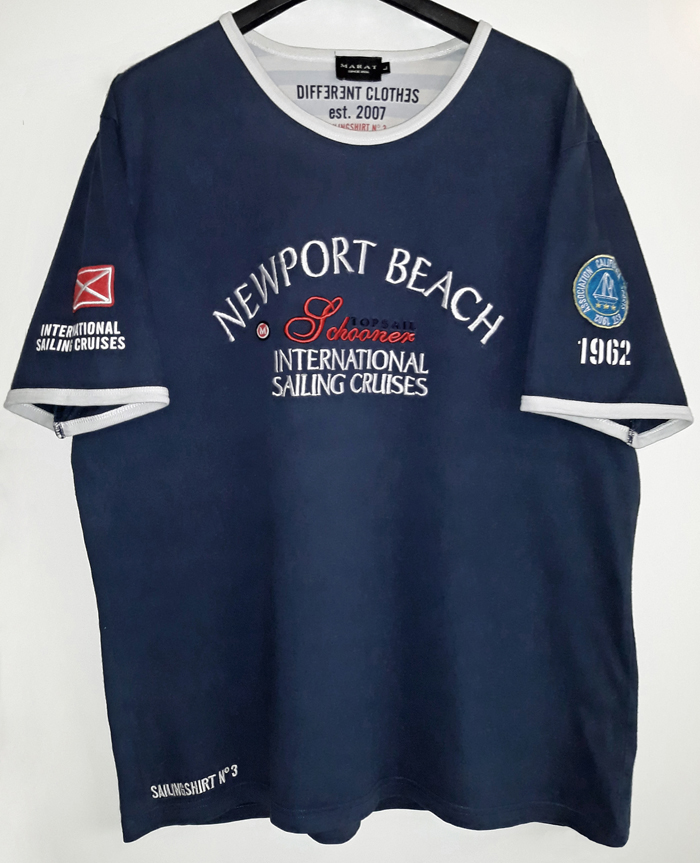
Мужская футболка компании «Марат», выпущенная в 2008 году

В начале 2000-х годов на четырёх фабриках компании в разных странах работало около 1000 человек. Основное производство с численностью технического персонала около 600 человек находилось в Белоруссии.
Торговый  оборот Marat AS в 2013 году достиг 2,5 миллионов евро, из них на долю  внутреннего рынка Эстонии приходилось около 65 %, а остальное занимал экспорт. Крупнейшими клиентами предприятия являлись сетевые магазины стран Северной Европы, Германии и Англии, такие, как Esprit, JC, Lindex, Otto Versand, KD, Quelle, Moonsoon, Imitz и Seppälä.
В 2014 году эстонская предпринимательница Кристи Тяхт (Kristi Täht) выкупила производство и имущество Marat AS — предприятия с почти 90-летней историей. В эстонской газете «Eesti Ekspress» появилась статья, название которой можно буквально перевести как «Звезда, которая купила Марата» (в переводе с эстонского языка „täht“ — это «звезда»). В ходе сделки к Кристи Тяхт перешли договоры аренды на десять представительских магазинов «Marat» в Эстонии, все работники, складские запасы предприятия и права на все его товарные знаки (Marat, Hipo и др.). Для приобретения Marat AS 33-летняя предпринимательница использовала только свои средства и банковский кредит, иностранные инвесторы не привлекались. Кристи Тяхт тогда говорила: «После его [Marat] приватизации в Эстонию большинство  продукции с этой торговой маркой ввозится из-за рубежа. Нашим первым  шагом будет возвращение производства в Эстонию». Менеджер по  производству другой принадлежащей Кристи Тяхт фирмы — «Katarina OÜ» — Катрин Кихо (Katrin Kiho), комментируя вопрос о  перебазировании «Марата» в Эстонию, тогда говорила: «Мы хотим обеспечить работой  жителей нашей страны. Сразу для шестисот швей мы рабочие места создать не  сможем — будем делать это постепенно, одновременно обучая здешний  персонал».
Однако эти обещания остались невыполненными. Через полтора года после покупки Marat AS, 14 октября 2016 года, Кристи Тяхт перепродала его владельцам крупной эстонской швейной фабрики «Сангар». Своё решение она обосновала тем, что почти постоянно находится за пределами Эстонии. Предприятие занимается розничной торговлей, а изделия с маркой «Marat» по-прежнему производят зарубежные фабрики.
В 2008 году здание головного предприятия бывшего производственного трикотажного объединения «Марат» по адресу Тартуское шоссе 63, Таллин, на стене которого в течение семнадцати лет после распада СССР красовался лозунг советской эпохи «Слава труду!» (Au tööle!), было приобретено эстонскими и зарубежными девелоперами и после реновации и реконструкции получило название «Белый Дом» (Valge Maja). Весной 2017 года его помещения сдавались в аренду тридцати шести предприятиям.